# Loch Dubh (Loch Roe)
Loch Dubh (schottisch-gälisch: „Schwarzer See“) ist ein Süßwassersee in der schottischen Council Area Highland beziehungsweise in der traditionellen Grafschaft Sutherland.

## Beschreibung
Der See liegt auf einer Höhe von 17 Metern über dem Meeresspiegel in der dünn besiedelten Region Assynt im Südwesten Sutherlands. Er ist nur durch einen 70 Meter breiten Grat von der Bucht Loch Roe an der Schottischen See getrennt. Mit Ausnahme des Weilers Ardroe sind seine Ufer unbesiedelt. Die nächstgelegenen größeren Siedlungen sind Baddidarroch und Lochinver, die zwei beziehungsweise drei Kilometer südöstlich am Loch Inver gelegen sind. Der Loch Dubh ist durch einen unbefestigten Weg erschlossen. Die nächstgelegene befestigte Straße verläuft 600 Meter nördlich.
Der längliche Loch Dubh weist eine maximale Länge von 0,48 Kilometern bei einer maximalen Breite von 0,35 Kilometern auf, woraus sich eine Fläche von zwölf Hektar und ein Umfang von einem Kilometer ergeben. Die mittlere Tiefe des Loch Dubh beträgt 4,4 Meter, woraus ein Volumen von 516.688 Kubikmetern resultiert. Sein Einzugsgebiet umfasst 137 Hektar und besteht zu etwa 69 % aus Heideland. Salzwasser und Grundwasser machen 6,3 % beziehungsweise 4,9 % aus. Das Einzugsgebiet erstreckt sich im Wesentlichen nach Südosten und umfasst mehrere kleiner Seen. Der See verfügt über keine benannten Zuflüsse. Der vom Südufer abfließende Bach ist ebenfalls unbenannt und mündet nach rund 100 Metern in den Loch Roe. Entlang des Bachs wurde einst eine Wassermühle betrieben, die vermutlich bereits 1878 aufgelassen worden war.